# (13904) Univinnitsa
(13904) Univinnitsa es un asteroide perteneciente al cinturón de asteroides, descubierto el 3 de octubre de 1975 por la astrónoma soviética Liudmila Chernyj desde el Observatorio Astrofísico de Crimea (República de Crimea, Rusia).

## Designación y nombre
Designado provisionalmente como 1975 TJ3, fue nombrado en homenaje a la Universidad Estatal Pedagógica Myjailo Kotsyubynsky de Vínnitsa de Ucrania.